# Igor Budan
Igor Budan (*Rijeka, Croacia, 22 de abril de 1980) es un exfutbolista croata. Jugaba de delantero y su primer equipo fue NK Rijeka. Se retiró en el 2013 cuando finalizó su préstamo en el Atalanta B. C. de Italia.

## Selección nacional
Participó en la Eurocopa 2008 con Croacia, llegando a jugar 6 partidos internacionales a lo largo de su carrera.

## Clubes
| Club           | País    | Año       |
| -------------- | ------- | --------- |
| NK Rijeka      | Croacia | 1997-1999 |
| SSC Venezia    | Italia  | 1999-2000 |
| Empoli FC      | Italia  | 2000-2001 |
| AC Bellinzona  | Suiza   | 2001      |
| SSC Venezia    | Italia  | 2001-2003 |
| AC Ancona      | Italia  | 2003      |
| Atalanta BC    | Italia  | 2003-2006 |
| Ascoli Calcio  | Italia  | 2006      |
| Parma FC       | Italia  | 2006-2007 |
| US Palermo     | Italia  | 2008-2010 |
| AC Cesena      | Italia  | 2010-2011 |
| US Palermo     | Italia  | 2011-2013 |
| Atalanta B. C. | Italia  | 2013      |

- Datos: Q381269
- Multimedia: Igor Budan / Q381269